# Leó Szilárd

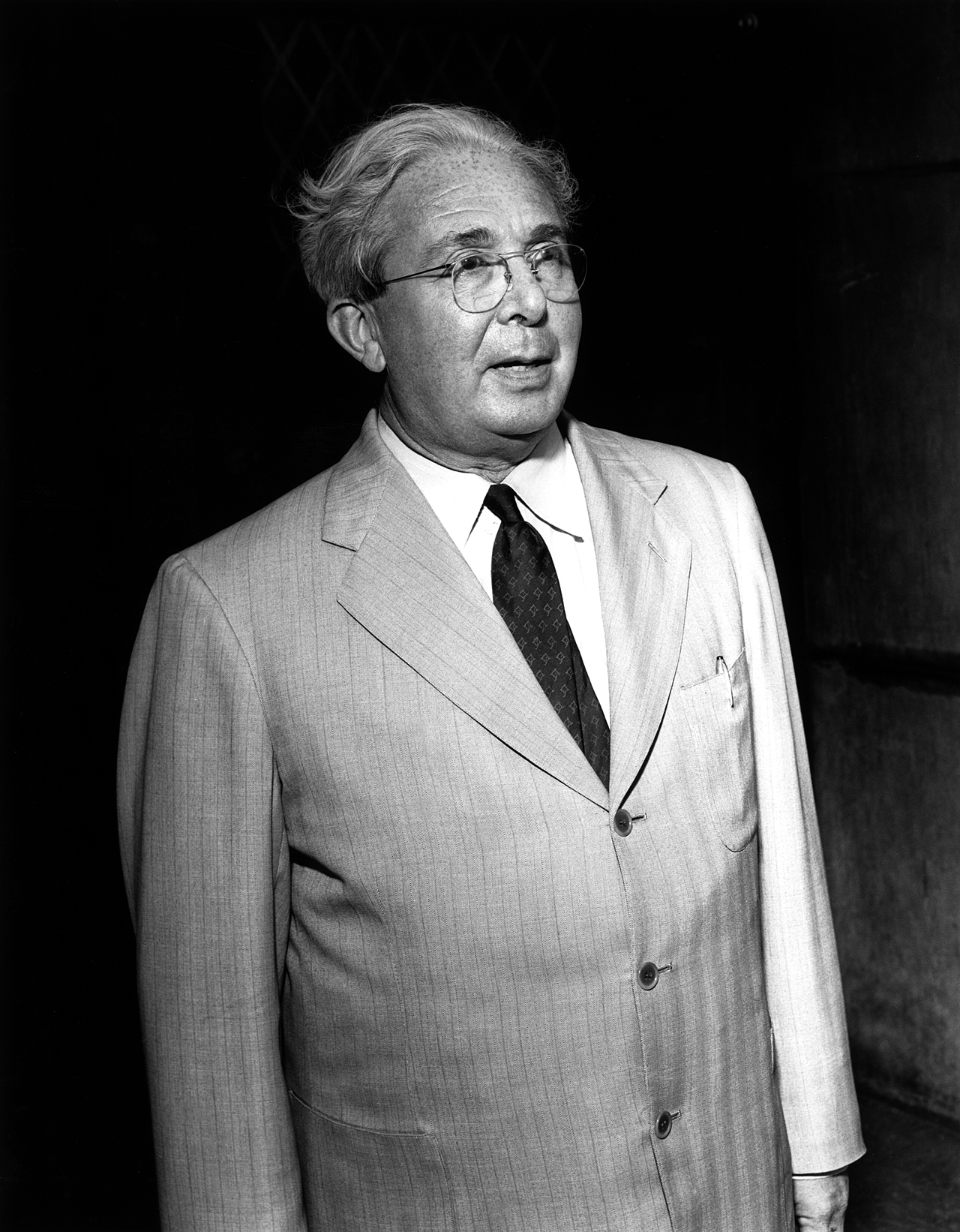
Leó Szilárd (1960)

Leó Szilárd (* 11. Februar 1898 in Budapest, Österreich-Ungarn; † 30. Mai 1964 in La Jolla, Kalifornien) war ein ungarisch-deutsch-amerikanischer Physiker, Molekularbiologe und Schriftsteller.
Szilárd ist vor allem bekannt durch seine Beteiligung an der Konstruktion der ersten US-amerikanischen Atombombe (Manhattan-Projekt). Allerdings riet er nach erfolgreicher technischer Konstruktion der Bombe entschieden von ihrem Einsatz im Krieg ab und versuchte ihn in Zusammenarbeit mit anderen Physikern zu verhindern.

## Leben

### In Ungarn

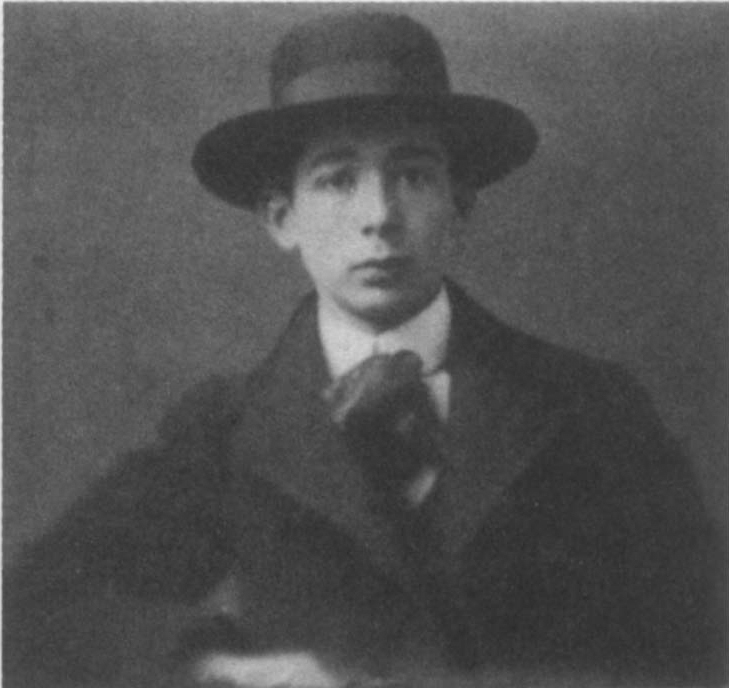
Leó Szilárd 1916 im Alter von 18 Jahren

Szilárd stammte aus einer Budapester großbürgerlichen jüdischen Familie, deren Vorfahren aus Galizien nach Ungarn eingewandert waren. Die Familie trug väterlicherseits ursprünglich den Familiennamen Spitz, ließ diesen jedoch 1902 in das ungarischer klingende Szilárd (ungarisch für „fest“) ändern. Der Vater Lajos (1860–1955) war Ingenieur und Inhaber einer Firma für Brücken- und Eisenbahnkonstruktionen. Die Mutter Thekla, geb. Vidor (1860–1939), entstammte einer Arztfamilie. Leó war das älteste von drei Kindern und verlebte seine Kindheit noch in der alten österreich-ungarischen Monarchie der Vorkriegszeit. Von 1908 bis zum Abschluss 1916 besuchte er die Realoberschule in seiner Heimatstadt.
1916 immatrikulierte sich Szilárd für ein Elektrotechnik-Studium an der Technischen Hochschule Budapest (heute: Technische und Wirtschaftswissenschaftliche Universität Budapest). 1917 wurde er jedoch als Offizieranwärter in die k.u.k. Armee eingezogen, so dass er das Studium erst 1919 wieder aufnehmen konnte. Wegen der ungünstigen wirtschaftlichen Bedingungen und der instabilen politischen Lage im Ungarn der Nachkriegszeit und auch aufgrund des zunehmenden Antisemitismus unter dem Horthy-Regime, der einen Numerus clausus für jüdische Studenten an ungarischen Universitäten einführte, verließ er sein Heimatland in Richtung Deutschland.

### In Deutschland
Szilárd schrieb sich an der Technischen Hochschule Berlin-Charlottenburg (später TU Berlin) als Ingenieursstudent ein. Nach kurzer Zeit wechselte er jedoch zur Physik an die Friedrich-Wilhelms-Universität (nach 1945 Humboldt-Universität), wo Größen wie Albert Einstein, Max Planck und Max von Laue forschten und lehrten. Von Letztgenanntem ließ er sich schon im ersten Semester ein Dissertationsthema aus der Relativitätstheorie geben, das er aber nie zu Ende brachte. Stattdessen löste er ein schwieriges Problem aus der statistischen Thermodynamik. Diese Arbeit unter dem Titel Über die thermodynamischen Schwankungserscheinungen veranlasste Einstein zu höchstem Lob, wurde prompt als vollwertige Doktorarbeit anerkannt und 1925 in den renommierten Annalen der Physik veröffentlicht.
1927 erhielt Szilárd die Lehrbefugnis als Privatdozent. Seine 1929 veröffentlichte Habilitationsschrift Über die Entropieverminderung in einem thermodynamischen System bei Eingriffen intelligenter Wesen verknüpfte erstmals die Konzepte Intelligenz, Gedächtnis, Entropie und Information und wurde nach dem Zweiten Weltkrieg zu einer der Grundlagen der mathematischen Informationstheorie. Während seiner Berliner Zeit widmete er sich zahlreichen technischen Erfindungen (1928 deutsche Patentanmeldung für einen Linearbeschleuniger, 1929 deutsche Patentanmeldung für ein Zyklotron, seit 1926 gemeinsame Arbeit mit Einstein an der Konstruktion eines Kühlschranks ohne Verdichter oder andere bewegliche Teile).
1932 wechselte er nach der Entdeckung des Neutrons ganz zur Kernphysik. Seine schon geplanten Experimente im Labor von Lise Meitner realisierte er aufgrund der Machtübergabe an die Nationalsozialisten nicht mehr in Deutschland, sondern musste nach dem Reichstagsbrand 1933 erst nach Wien und dann nach England flüchten. Wegen seiner jüdischen Herkunft wurde ihm noch 1933 aufgrund des Gesetzes zur Wiederherstellung des Berufsbeamtentums (§ 3) die Lehrbefugnis entzogen.

### In England

#### Die Idee der nuklearen Kettenreaktion
Nach Szilárds eigenen Angaben kam ihm die Idee einer nuklearen Kettenreaktion durch freigesetzte Neutronen, nachdem er am 12. September 1933 einen Artikel der Times gelesen hatte, in dem Ernest Rutherford mit den Worten zitiert wurde: “Anyone who looked for a source of power in the transformation of the atoms was talking moonshine”. Während er beim Gang durch die Londoner Straßen über diesen Artikel nachdachte, sei ihm beim Warten auf die Ampel an der Ecke Southampton Row in Bloomsbury die entscheidende Idee gekommen.
Er begann daraufhin nach Isotopen zu suchen, mit denen eine solche Kettenreaktion in Gang zu setzen wäre. Erste Kandidaten waren Isotope von Beryllium, später von Indium. Bei seiner Arbeit in der Strahlenabteilung am Londoner St Bartholomew’s Hospital entdeckte er dabei den so genannten Szilárd-Chalmers-Effekt zur Trennung chemisch identischer Isotope.
Wesentlicher wurden allerdings zwei Patentschriften zu den möglichen Effekten von Neutronenbombardements von Atomkernen, die er im März 1934 und am 28. Juni des gleichen Jahres als zwei Teile unter einem Titel einreichte: Verbesserungen bei der Umwandlung chemischer Elemente (Improvements in or relating to the transmutation of chemical elements). Im ersten Teil beschrieb er unter anderem die Möglichkeit von Radionuklidbatterien, wie sie heutzutage in Satelliten zum Einsatz kommen, und umriss die Mechanismen der Kernfusion, ohne dabei schon den Begriff zu prägen. Im zweiten Teil beschrieb er als erster Forscher die nukleare Kettenreaktion bei Überschreitung einer kritischen Masse – das heißt, die Grundzüge der Kernenergie und der Kernwaffen.

#### Die Geheimhaltung des Patents
Szilárd, der ein feines Gespür für politische Vorgänge hatte, sorgte dafür, dass das Patent der britischen Admiralität übereignet und daher nicht veröffentlicht wurde, weil er die mögliche militärische Nutzbarkeit erkannte. Später meinte er dazu:

„Dies war wohl das erste Mal, dass das Konzept der kritischen Masse entwickelt und eine Kettenreaktion ernsthaft diskutiert wurde. Ich wusste, was das bedeutete (ich hatte H. G. Wells gelesen), und daher wollte ich vermeiden, dass dieses Patent veröffentlicht wurde. Die einzige Möglichkeit, das zu tun, war, es der Regierung zu übereignen. Und so trat ich die Patentrechte an die britische Admiralität ab.“

Zu einer experimentellen Überprüfung seiner Hypothesen kam es allerdings noch nicht. Einerseits mangelte es an Geld für die als Neutronenmultiplikatoren infrage kommenden chemischen Elemente, andererseits lag es an Szilárds Unrast, die auch nach seiner Einstellung am Clarendon Laboratory in Oxford anhielt. 1938 verließ er nach dem Münchner Abkommen aufgrund von Kriegsahnungen Europa in Richtung USA.

### In Amerika

#### Erster Atomreaktor und Manhattan-Projekt

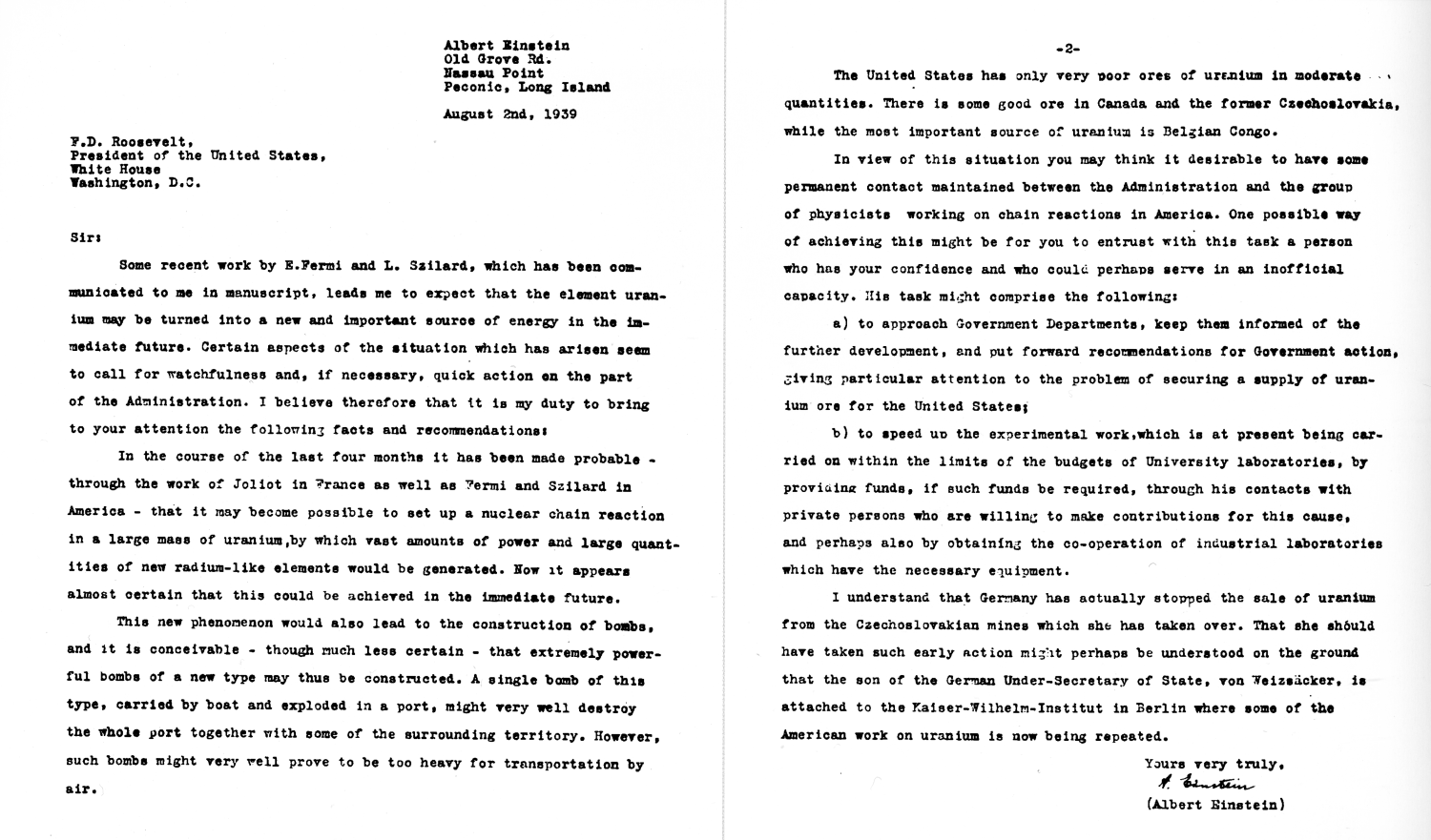
Der von Szilárd formulierte Brief Einsteins an Roosevelt (englischer Originaltext hier)

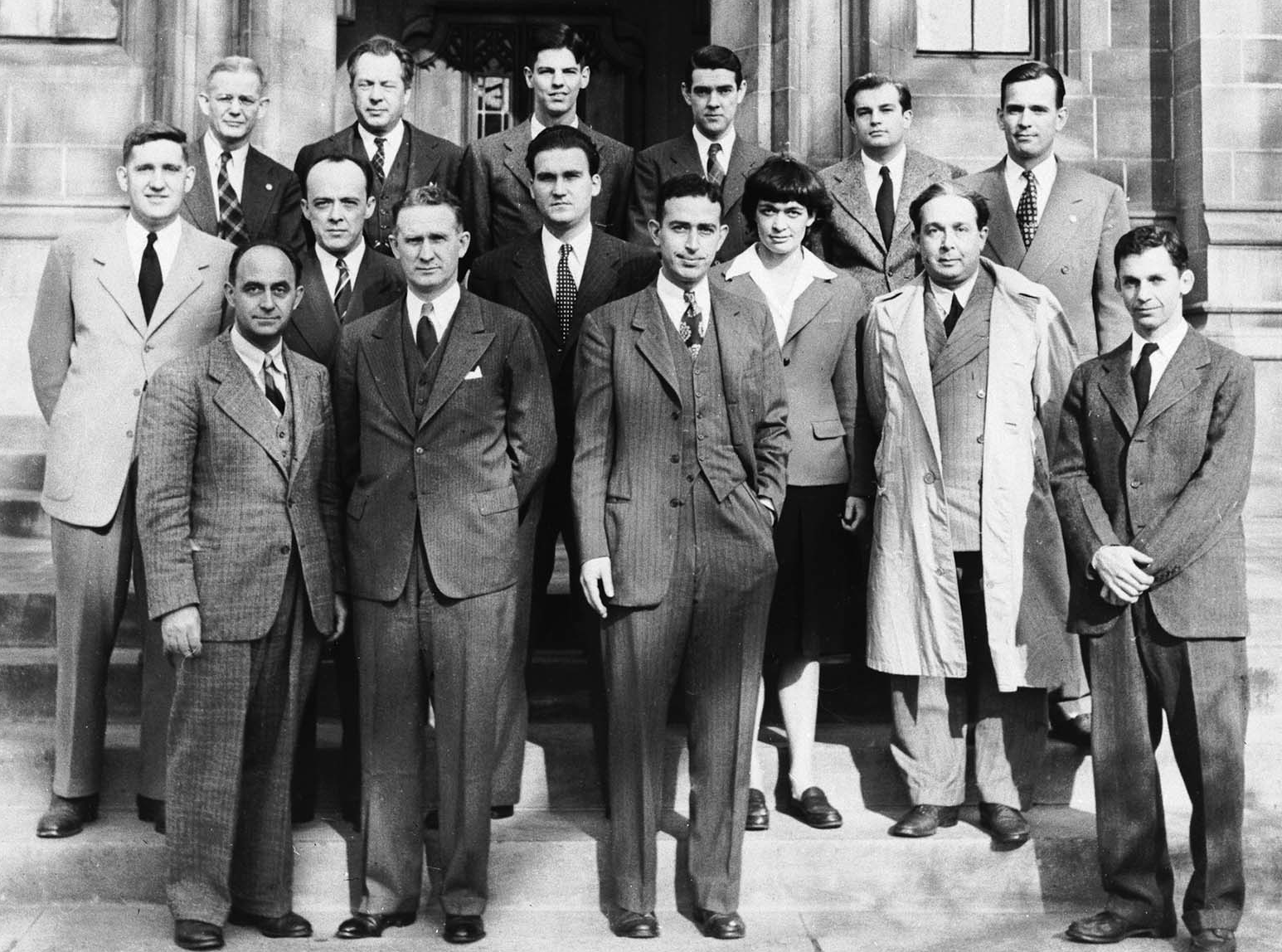
Das Team, das 1942 in Chicago den ersten Kernreaktor baute. Mittlere Reihe ganz rechts im hellen Mantel: Szilárd. Erste Reihe ganz links Enrico Fermi, daneben Walter Zinn.

Otto Hahn und Fritz Straßmann gelang es 1938 in Berlin, Uran durch Neutronenbeschuss in Barium umzuwandeln, was von Lise Meitner und ihrem Neffen Otto Frisch korrekt als Kernspaltung interpretiert wurde. Szilárd erfuhr davon über seinen Freund Eugene Wigner an der Princeton University, sein eigenes Experiment fand am 3. März 1939 in den Met Labs der Columbia University statt. Zusammen mit Walter Zinn beobachtete Szilárd die bei der Kernspaltung durch freigewordene Neutronen hervorgerufenen Lichtblitze auf einer Fernsehröhre. Als Quelle für die anregenden Neutronen diente eine mit geliehenem Geld besorgte Radiumquelle.
Beunruhigt über das Fehlen weiterer Publikationen der Forscher um Hahn zum Thema Kernspaltung (was er als Indiz dafür deutete, dass die deutsche Regierung das Thema als wichtig erkannt hatte und nun in militärischer, geheimer Forschung Bedrohliches entwickeln würde) und die Erstarkung des Nationalsozialismus und Faschismus in Europa, überredete er 1939 gemeinsam mit anderen Forschern Einstein, in einem vorformulierten Brief Präsident Roosevelt aufzufordern, eine Atombombe entwickeln zu lassen, um einer möglichen Entwicklung von Nuklearwaffen durch Nazi-Deutschland zuvorzukommen. Dieser Brief wird als ein entscheidendes Dokument für das Zustandekommen des Manhattan-Projektes zur Konstruktion der ersten Nuklearwaffen gesehen.
Von den nationalsozialistischen Polizeiorganen wurde Szilárd derweil als Staatsfeind eingestuft: Im Frühjahr 1940 setzte das Reichssicherheitshauptamt in Berlin ihn – das ihn irrtümlich noch in Großbritannien vermutete – auf die Sonderfahndungsliste G.B., ein Verzeichnis von Personen, die im Falle einer erfolgreichen deutschen Invasion Großbritanniens durch die Sonderkommandos der SS-Einsatzgruppen mit besonderer Priorität ausfindig gemacht und verhaftet werden sollten.
Drei andere am Manhattan-Projekt direkt oder indirekt beteiligte Personen hatten fast parallele Lebensläufe zu dem von Szilárd: Edward Teller, John von Neumann und Eugene Wigner. Alle stammten aus Budapester jüdischen Familien mit deutschem kulturellem Hintergrund. Alle waren aus Ungarn nach Deutschland emigriert, hatten dort studiert und intensiv wissenschaftlich gearbeitet, und alle hatten wegen des Nationalsozialismus 1933 erneut emigrieren müssen. Szilárd sprach aufgrund dieser Parallelen gelegentlich ironisch von einer „ungarischen Konspiration“. Die vier Ungarn wurden von ihren amerikanischen Kollegen aufgrund ihrer scheinbar „außerirdischen“ intellektuellen Fähigkeiten auch respektvoll Martians (Marsianer) genannt.
Gemeinsam mit Enrico Fermi erzeugte Szilárd am 2. Dezember 1942 die erste Kettenreaktion in einem Reaktor und damit den ersten funktionierenden Atomreaktor. Die wichtigsten Ergebnisse wurden trotz Szilárds Drängen auf Geheimhaltung erst von Joliot und schließlich doch von allen Wissenschaftlern veröffentlicht. Seine Patentrechte an der Atomenergie musste Szilárd 1943 auf Druck der US-Regierung an diese verkaufen.
1945 versuchte Szilárd vergeblich, den Einsatz der konstruierten Bomben in Gesprächen mit am Manhattan-Projekt beteiligten Physikern zu verhindern. Er war auch einer der Mitunterzeichner des Franck-Reports. Vergeblich ersuchte er um Gesprächstermine bei den Präsidenten Roosevelt und Truman. Er organisierte eine Petition an den Präsidenten, die 70 Wissenschaftler in Oak Ridge und Chicago unterschrieben, die aber Truman nie erreichte und erst 1961 öffentlich bekannt wurde. Den späteren Einsatz der Atombombe bei Hiroshima und Nagasaki verurteilte er scharf.

#### Hinwendung zur Molekularbiologie
Unter dem Eindruck dieses „Sündenfalls“ der modernen Physik, aber auch beeindruckt vom Fortschritt der Molekularbiologie, wandte sich Szilárd ab 1946 der Molekularbiologie zu. Hier forschte er vor allem an Bakteriophagen und Bakterien und widmete sich Fragen der theoretischen Biologie.
Die für ihn charakteristische Exzentrizität kam noch einmal zum Vorschein, als er 1959 an Blasenkrebs erkrankte. Er unterzog sich daraufhin einer selbstentworfenen Strahlentherapie am Memorial Hospital in New York City und wurde tatsächlich geheilt.
In seinen späteren Lebensjahren war er in der Bewegung für internationale Abrüstung aktiv und unter anderem Teilnehmer an mehreren Pugwash-Konferenzen. Er übte zum Teil heftige öffentliche Kritik an der Politik der US-Regierung.
Szilárd schrieb auch Science-Fiction-Geschichten.
Am 18. Mai 1960 wurde ihm zusammen mit Wigner der Atoms for Peace Award verliehen.

## Sonstiges
- 1941 wurde er Fellow der American Physical Society. 1954 wurde er in die American Academy of Arts and Sciences aufgenommen und 1961 zum Mitglied der National Academy of Sciences gewählt.[11]
- Leo Szilard Lectureship Award der American Physical Society[12]
- Nach Leó Szilárd sind ein Mondkrater und der Asteroid (38442) Szilárd benannt.[13]
- Ein von der International Mineralogical Association (IMA) 2015 anerkanntes Mineral erhielt ihm zu Ehren den Namen Leószilárdit.[14][15]

- Sein Nachlass wird von der University of California, San Diego verwaltet.[16]

## Schriften
- Leo Szilárd: Über die Entropieverminderung in einem thermodynamischen System bei Eingriffen intelligenter Wesen. In: Zeitschrift für Physik. 53, 1929, S. 840–856, doi:10.1007/BF01341281. (Habilitationsschrift, wiedergegeben von Harvey S. Leff (Hrsg.) und Andrew F. Rex (Hrsg.) In: Maxwell’s Demon – Entropy, Information, Computing. 1991, ISBN 0-691-08727-X).
- Collected Works of Leó Szilárd: Scientific Papers. MIT Press, Boston 1973, ISBN 0-262-06039-6.
- Leó Szilárd: Die Stimme der Delphine. Science-Fiction-Erzählungen. Suhrkamp, Frankfurt 1981, ISBN 3-518-37203-3.

## Filme
- Thomas Ammann: Der Kampf um die Freiheit: Sechs Freunde und ihre Mission – Von Budapest nach Manhattan. MDR-Dokumentation, 2013.
- Leó Szilárd bei IMDb
- Schauspieler in der Rolle von Leó Szilárd bei IMDb